# 劉疇
刘畴（3世纪—311年），字王乔，彭城郡彭城县丛亭里（今江苏省徐州市）人，西晋官员。刘讷之子。
刘畴年轻有美誉，善谈玄理。避乱到坞壁，遭到胡商暗算，危急中取笛吹《出塞》、《入塞》曲，感动胡商。胡商垂泪而去，他幸免遇害。晋怀帝永嘉年间，官至司徒长史，为豫州刺史阎鼎参佐。当时京师失守，秦王司马邺避地密县，刘畴在密县为坞主。阎鼎等想要奉司马邺入关中，据长安以号令四方，刘畴不欲西行。被阎鼎杀害。司空蔡谟感叹：“若使刘王乔得南渡，司徒公之美选也。”王导担任司徒，对人说：“刘王乔若过江，我不独拜公也。”兄子刘劭，族孙有刘黄老。